# Miss Europe 1937

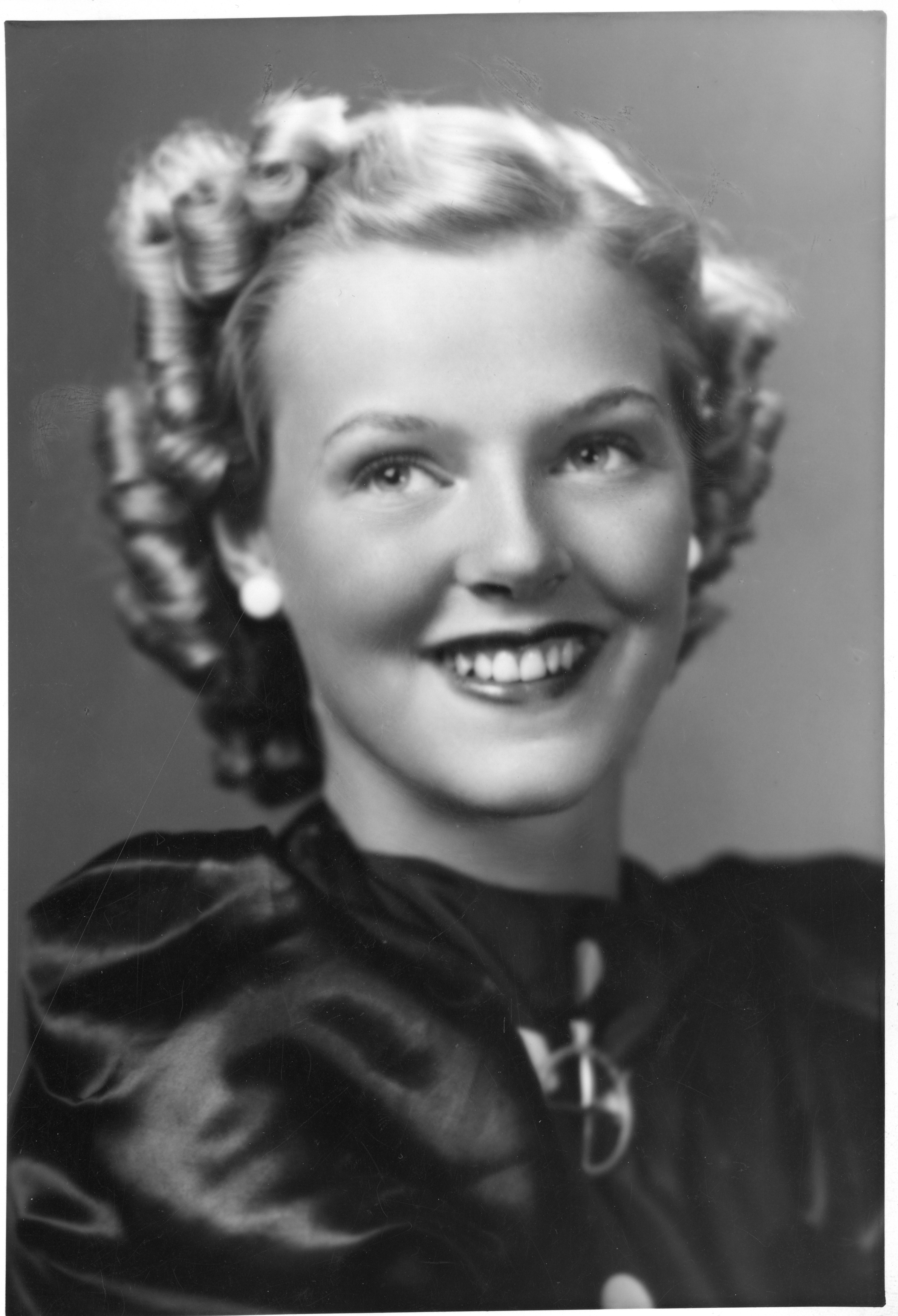
Britta Wikström, Vize-Miss Finnland und Miss Europe 1937

Der Wettbewerb um die Miss Europe 1937 war der neunte, den das Comité pour l’election de Miss Europe durchführte. Dies war im Jahre 1928 durch den französischen Journalisten Maurice de Waleffe (1874–1946) ins Leben gerufen worden und organisierte den Wettbewerb kontinuierlich bis 1938. Waleffe hatte zuvor schon den Wettbewerb um die Miss France begründet.
Die Kandidatinnen waren in ihren Herkunftsländern unter Beteiligung großer Zeitungen oder illustrierter Zeitschriften ausgewählt worden.
Die Veranstaltung fand am 24. Oktober 1937 in Constantine (Algerien) statt – im Colisée (im Erdgeschoss des Casino Municipal). Es gab zehn Bewerberinnen. Die niederländische Kandidatin trat jedoch nicht an, weil ihre Mutter ihr die Reise nicht erlaubte. Die anderen neun trafen sich am 15. Oktober in Paris, wo sie der Presse vorgestellt wurden. Sie reisten dann gemeinsam über Marseille, Tunis und Bône nach Constantine an. Platzierungen der Teilnehmerinnen sind bis auf die Siegerin nicht bekannt geworden.
| Land                                                   | Schreibweise bei Pageantopolis | Weitere, zeitgenössische, Schreibweisen | Schreibweise in der Heimatsprache |
| ------------------------------------------------------ | ------------------------------ | --------------------------------------- | --------------------------------- |
| 1. Finnland                                            | Britta Wickström               | Britta Wikström                         | Britta Wikström                   |
| Belgien                                                | José Decoeur                   |                                         | José Decœur                       |
| Dänemark                                               | Tove Arni                      |                                         | Tove Arni                         |
| Frankreich                                             | Jacqueline Janet               |                                         | Jacqueline Janet                  |
| Norwegen                                               | Lisbeth Grung                  |                                         |                                   |
| Polen                                                  | Jozefa Kaczmarkiewicz          |                                         | Józefa Kaczmarkiewiczówna         |
| Russland A                                             | Anna Betoulinski               |                                         | Анна Юрьевна Бетулинская          |
| Schweiz                                                | Jacqueline Reyboubet           |                                         |                                   |
| Spanien B                                              | Ambarina De Los Reyes          |                                         |                                   |
| Nicht angetreten (keine Erlaubnis der Mutter erhalten) |                                |                                         |                                   |
| Niederlande                                            | Elsie Schimpf                  |                                         | Elise Schimpf                     |